# Chen Changxing
Dans ce nom, le nom de famille, Chen, précède le nom personnel.
Chen Changxing ou Ch'en Chang-hsing (chinois simplifié : 陈长兴, pinyin : Chén Chángxīng) (1771–1853), surnommé le « grand souverain qui se tient telle une tablette des ancêtres », est un maître de la 14e génération de la famille Chen de tai Chi Chuan. Il exerce le métier d'escorteur de caravanes et enseigne les arts martiaux. Il est en particulier connu pour avoir élargi l'enseignement de cette boxe au-delà du cercle familial. Yang Luchan est notamment son élève.
Selon la tradition, il aurait fondé le grand style (dajia) et participé au regroupement de sept enchaînements anciens en deux formes (di yi lu et paochui).